# Erik Acharius
Erik Acharius (n. 10 octombrie 1757, Gävle – d. 14 august 1819, Vadstena) a fost un profesor titular, medic, botanist, lichenolog, naturalist și desenator suedez fiind considerat întemeietorul lichenologiei sistematice. Abrevierea numelui său în cărți științifice este Ach..

## Familie
Acharius s-a născut la 18 octombrie 1757 din Johan Eric Acharius, unui camerlan vamal de pod precum controlor în departamentul vamal și Catharina Margaretha Hagtorn în Gävle.
Savantul a fost căsătorit de două ori: prima dată în 1787, cu Helena Dorotea Scholander (1762–1804), fiica unui comerciant, în Landskrona cu care a avut 6 copii, iar după moartea ei, la 31 decembrie 1804, o a doua oară cu Maria, fiica lui Gottfrid Hoffberg, care fusese responsabil cu producția de silitră pentru muniție în Skänninge. Cu ea a avut încă odată 4 copii, anume pe Lars Gustaf, Jean Torkel, Catharina Theodora și Charlotte Wilhelmina. 

## Biografie

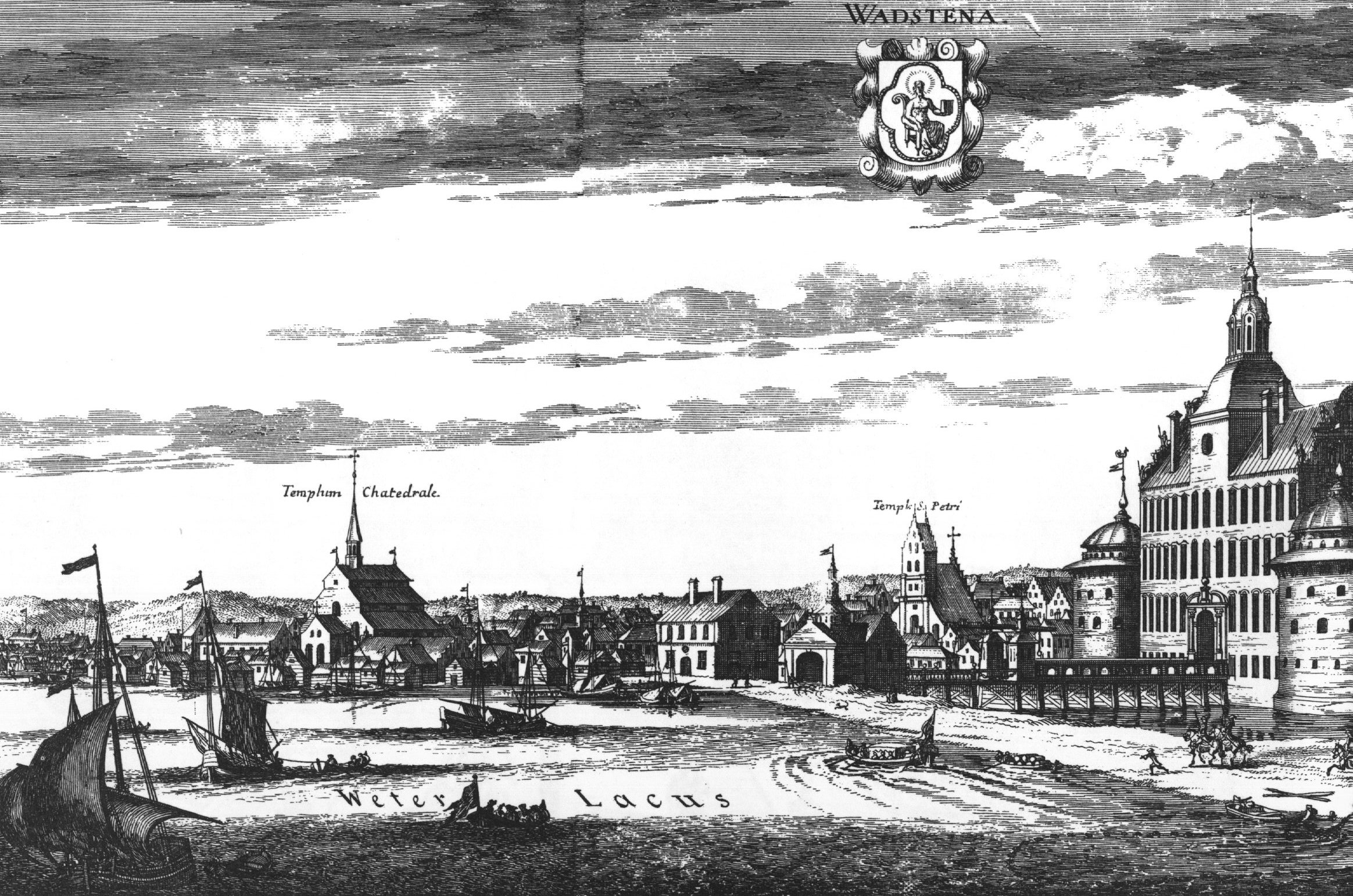
Vadstena în secolul al XVIII-lea

Acharius a primit o educație privată până când a fost admis la liceul din Gävle în 1770. Mai târziu, sa înmatriculat la Universitatea Uppsala în 1773, unde a studiat istoria naturală și medicina sub faimosul Carl Linnaeus și a fost ultimul student care a susținut o dizertație înaintea lui. Teza lui Acharius, intitulată De Planta Aphyteia, se referă la o specie de plante vasculare (Hydnora) colectată în Africa de Sud de Carl Peter Thunberg, pe care Linnaeus o clasificase incorect ca ciupercă. Astfel, el este cunoscut drept „ultimul discipol al lui Carl Linnaeus”. După ce a absolvit universitatea în 1776, a lucrat din 1778 pentru Academia Regală de Științe din Stockholm. Progresul său în istoria naturală și marea sa pricepere în desen i-au adus atenția Academiei, care l-a numit Auscultator a acesteia și i-a încredințat desenul produselor naturale care trebuiau gravate în cupru pentru lucrările Academiei. Acharius a petrecut 4 ani la Stockholm pe această slujbă. În 1782 s-a mutat la Lund, unde și-a susținut examenele medicale la Universitatea Lund și și-a scris disertația pro gradu Doctoris sub renumitul profesor Eberhard Rosenblad (1770-1796): Animadversiones physicae et medicae de Taenia, după care, cu permisiunea specială a cancelarului Academiei, a fost declarat doctor în medicină fără a fi fost supus ceremoniilor generale de doctorat obișnuite. La Lund și-a împărțit timpul între practica medicinei și un studiu sârguincios al istoriei naturale.

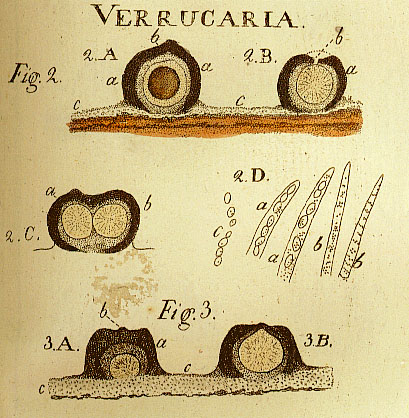
Acharius: desen pe Verrucaria

Apoi, a fost numit doctor al orașului în Landskrona în 1785, iar în 1789, ofițer medical orășenesc în Vadstena precum medic provincial al unui district în provincia Östergötland în 1789 (post pe care l-a deținut până la moartea sa), și în sfârșit director al noului spital Vadstena (pe care îl inițiase) în 1795 și profesor titular în 1803. 
Ca desenator, Acharius a ilustrat lucrarea lui Peter Westring Svenska lafvarne color history (1805) și Flora Capensis a lui Carl Peter Thunberg. În 1809 a fost numit Cavaler de clasa I al Ordinului Regal Vasa de către regele Gustav al IV-lea al Suediei.
Acharius și-a petrecut restul vieții în Vadstena. Din martie 1819, sănătatea lui Acharius devenise instabilă și a început să sufere de o congestie locală la nivelul capului, amețeli, zgomote în urechi, tulburări de auz și diverse alte simptome ale unei stări apoplectice, în urma căreia a murit în timp ce s-a aflat în grădina casei sale, examinând o colecție spaniolă de licheni, în ziua de 14 august 1819, la vârsta de doar 61 de ani. Asociația Internațională pentru Lichenologie și-a numit medalia pentru performanța în lichenologie dea lungul vieții, anume Medalia Acharius, după el și, tot în 1992, a fost instalată o placă comemorativă la casa din Vadstena unde a locuit mulți ani.
Savantul a devenit deosebit de cunoscut în domeniul lichenologiei. A aparținut generației mai tinere de botaniști suedezi care au continuat ceea ce Linnaeus lăsase nefăcut, anume clasificarea tuturor organismelor vii. Astfel a început clasificarea taxonomică a lichenilor, clasificând în timpul vieții sale peste 3300 de specii de licheni separate în 40 de genuri diferite. La momentul morții lui Linnaeus, toți lichenii au fost grupați într-un singur gen, astfel Acharius a fost primul care a extins clasificarea lichenilor în grupul inter-divizionar de organisme, valabil până în prezent.
Prima sa publicație în acest domeniu din 1798 a fost Lichenographiae Suecia prodromus care detaliază toate speciile de licheni cunoscute găsite în Suedia. Aceasta a fost prima lucrare publicată care a detaliat lichenii folosind nomenclatura binomială și a extins clasificarea lor dincolo de un singur gen. În timp ce a lucrat la această operă a început să comunice cu Olof Swartz, un alt discipol linnean, iar între 1780 și 1815 și-au trimis aproape 350 de scrisori unul altuia. Mulți istorici consideră că Swartz a influențat puternic dezvoltarea sistemului de clasificare al lui Acharius. În plus, Swartz l-a prezentat pe Acharius multor alți naturaliști suedezi, precum și câtorva personalități internațional importante, cum ar fi James Edward Smith, șeful Societății Linneane. Această expunere l-a ajutat pe Acharius să răspândească noile sale descoperiri despre licheni către un public internațional. După ce și-a publicat prima lucrare, i-a trimis o copie lui James Edward Smith, care, ca răspuns, l-a introdus pe Acharius ca membru străin al Societății Linneane. Ulterior, Acharius a publicat între altele Methodus qua omnes detectos Lichenes (1803), Lichenographia universalis (1810) și Synopsis methodica lichenum (1814), fiecare dintre ele trimise Societății din Londra, însoțite de sute de exemplarele descrise în fiecare carte. De-a lungul vieții sale, Acharius a strâns peste 5500 de exemplare de licheni, majoritatea fiind găzduite astăzi în Muzeul Botanic al Muzeului Finlandez de Istorie Naturală. În lucrările sale influente, Acharius a introdus multe terminologii legate de licheni care au rămas în uz până astăzi. Începând cu desemnarea adâncirilor de pe partea inferioară a lichenului Sticta lichens ca Cyphellae în 1794, el a și adăugat termenii Apothecium, Aephalodium, Podetium, proper margen, Soredium și Talus în 1803, marginea talină în 1810 și Mazaedium în 1817. 
Reputația internațională a lui Acharius a influențat mulți lichenologi noi din toată Europa. Astfel de exemplu, în 1815, Thomas Gage a publicat o monografie cu ilustrații ale fiecărei specii și variații ale genului Cenomyce, constând din desene colorate ale fiecărei specii, așa cum sunt descrise în Lichenographia Universalis. Până în prezent, mai multe dintre schemele de clasificare originale ale lui Acharius sunt încă folosite în taxonomia lichenilor.  
Colecțiile lui Acharius sunt distribuite în mai multe muzee: Muzeul Finlandez de Istorie Naturală din Helsinki, care găzduiește Muzeul Botanic din Uppsala, Muzeul Suedez de Istorie Naturală și Muzeul Botanică din Lund. Lucrările sale se află în Biblioteca Universității din Uppsala. Există și exemplare pe care le-a adunat la Muzeul de Istorie Naturală din Londra.
Referințe pentru biografie:

## Genuri și specii descrise de Acharius
Savantul a clasificat peste 3300 de specii de licheni separate în 40 de genuri diferite. O listare ar depăși domeniul de aplicare al articolului.

## Denumiri în onoarea lui Acharius (selecție)
| - Achariaceae, familie cu 32 de genuri, Harms, 1897 (Malpighiales) - Acharia, gen Thunb., 1794 (Achariaceae) - Acharia tragodes, Thunb., 1794 (Achariaceae) - Actidium acharii (Fr.), Fr., 1815 (Mytilinidiaceae) - Alectoria achariana Vilmos Kőfaragó-GyelnikGyeln., 1935 (Parmeliaceae) - Allographa acharii (Fée) Lücking & Kalb, 2018 (Graphidaceae) - Conferva acharii Friedrich Weber Weber & Mohr, 1804 (Cladophoraceae) - Eutypa acharii Tul. & C. Tul., 1863 (Diatrypaceae) - Glyphis achariana Tuck., 1858 (Graphidaceae) | - Graphina acharii (Fée) Müll.Arg., 1887 (Graphidaceae) - Lecanora achariana A.L.Sm., 1918 (Lecanoraceae) - Lepraria achariana Flakus & Kukwa, 2007 (Stereocaulaceae) - Mycoporum acharii Spreng. (Mycoporaceae) - Pseudosciaphila achariana (Tortricidae) - Rhicomorpha achariaca [?] - Rosa acharii subsp. caesia (Sm.) Almq., 1921 (Rosaceae) - Tortrix achariana Thunb., 1797 (Tortricidae) - Urceolaria acharii Ach., 1803 (Megasporaceae) |

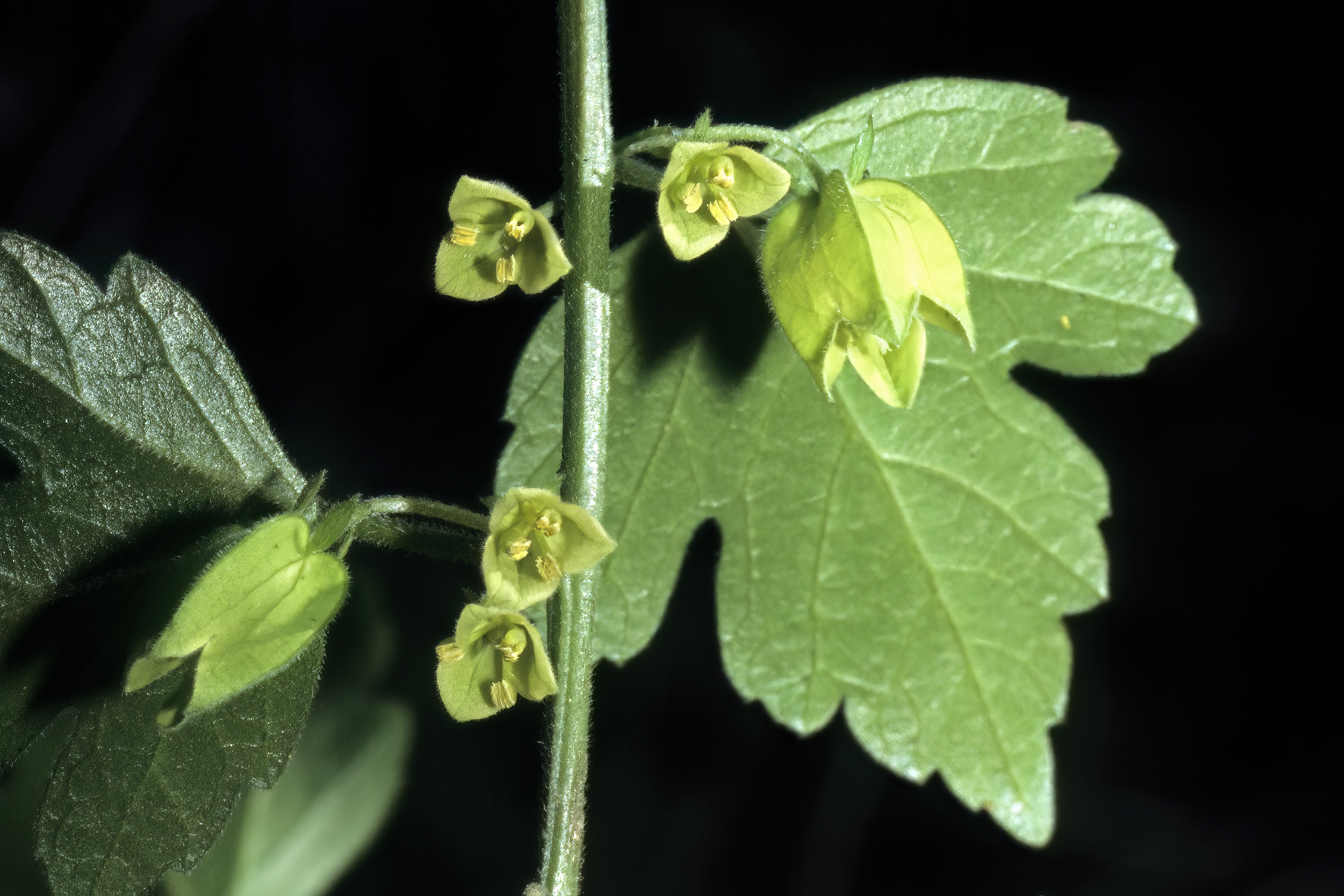
Acharia tragodes
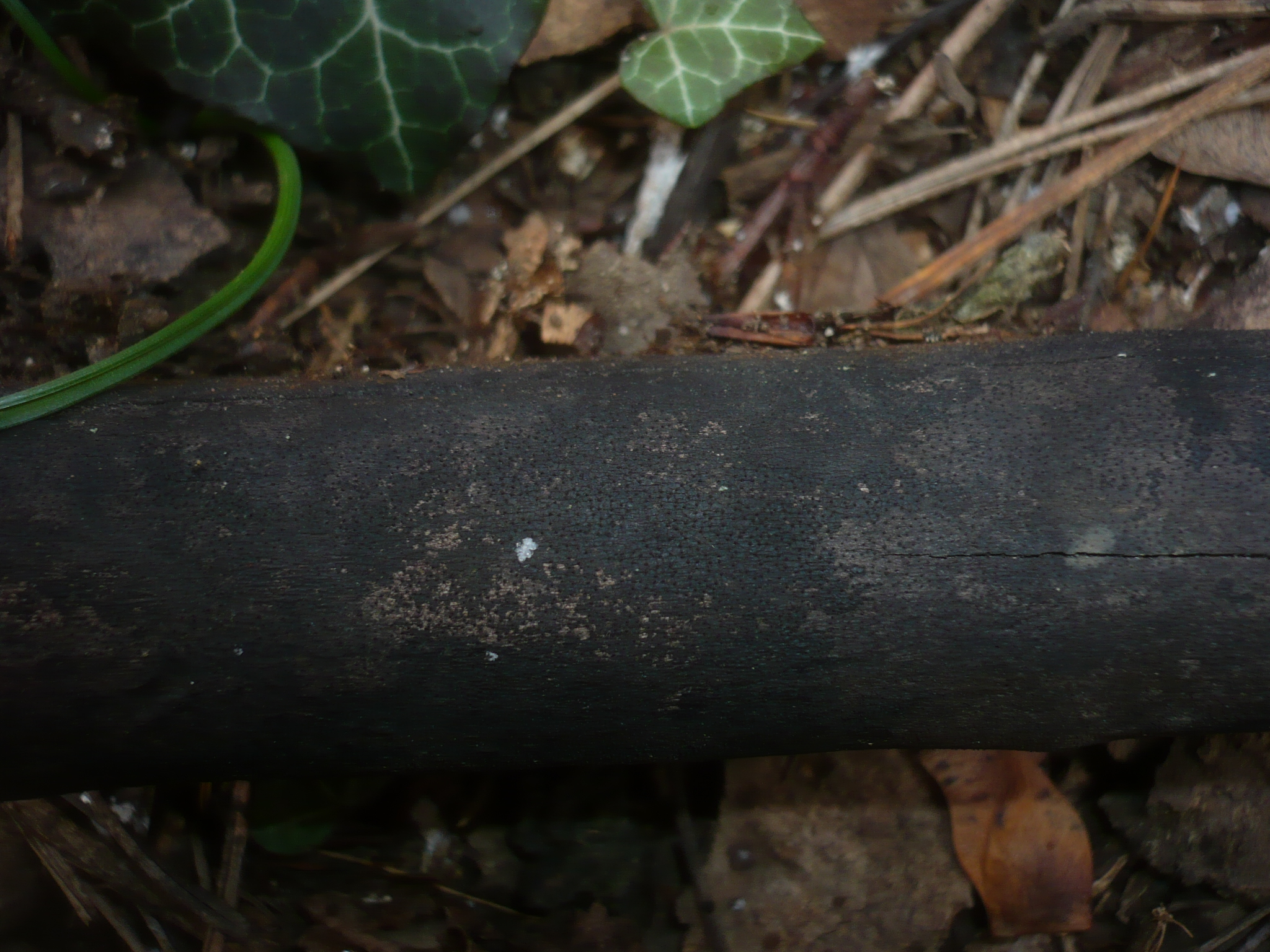
Eutypa acharii
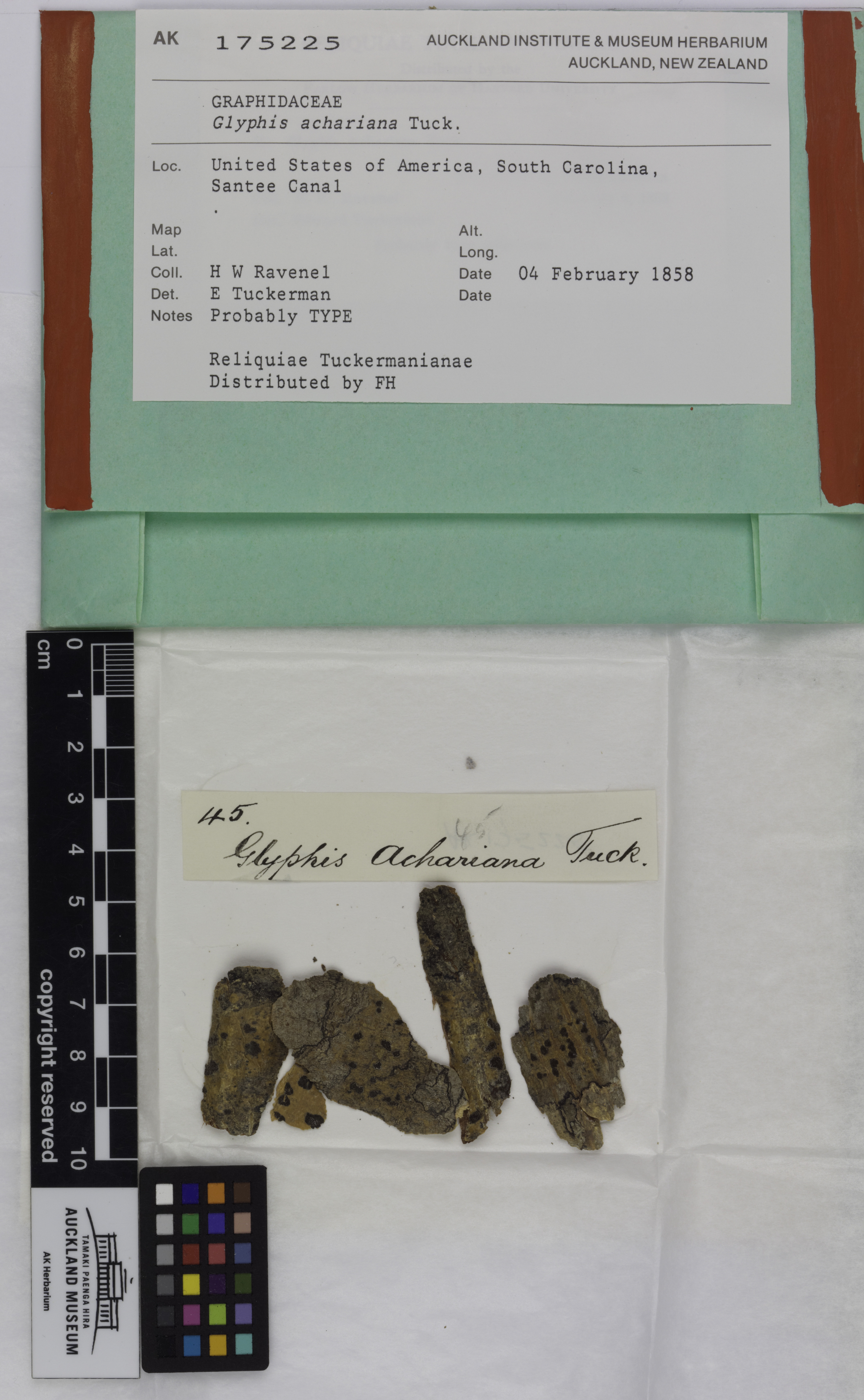
Glyphis achariana
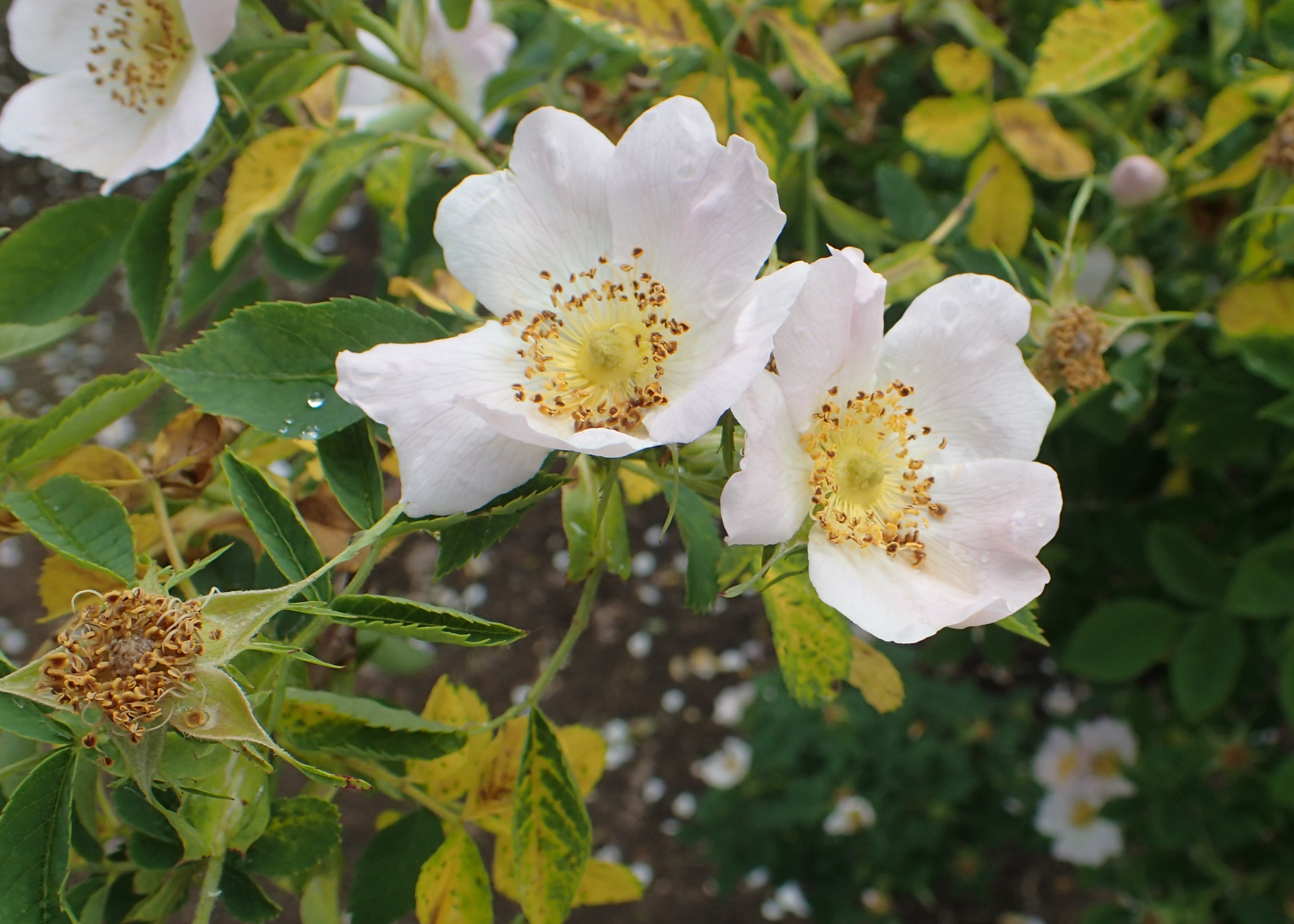
Rosa caesia

## Societății
Acharius a fost membru multor societăți științifice, astfel de exemplu în:
- Kungliga Fysiografiska Sällskapet i Lund  (Societatea Fiziografică din Lund, 1795)
- Academia Regală Suedeză de Științe  (1796)
- Linnean Society of London  (membru străin, 1801)
- Kungliga Vetenskaps-Societeten i Uppsala  (Societatea Regală de Știință din Uppsala, 1809), cea mai veche academie regală din Suedia, fondată 1710.
- Svenska Läkaresällskapet (Societatea medicilor suedezi)
- Московское общество испытателей природы (Societatea Oamenilor de Științe Naturale din Moscova), membru de onoare

## Publicații (selecție)

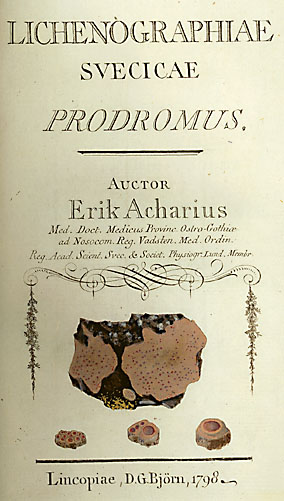
Lichenographiae svecicae

- De Planta Aphyteia, disertație, Editura Edamnnianis, Uppsala 1776
- Lichenographiae svecicae prodromus, Editura D.G. Björn, Lincopiae (Linköping) 1798
- Methodus qua omnes detectos Lichenes secundum organa carpomorpha ad genera, species et varietates cu 8 plăci de cupru, Editura C.F. Marquard, Stockholm 1803
- Supplementum: species quam plures novas descriptas nec non observationes varias comple-etens , quod praevia sua methodo lichenum ádjunxit Auctor, Editura C.F. Marquard, Stockholm 1803
- Lichenographia universalis: In qua lichenes omnes detectos, adiectis observationibus et figuris horum vegetabilium naturam et organorum carpomorphorum structuram illustrantibus, ad genera, species, varietates, Editura Iust. Frid. Danckwerts, Göttingen 1810,
- Synopsis methodica lichenum, Editura Svanborg et soc., Lund 1814
- Monographie der Lichengattung Pyrenula: Mit Abbildungen aller bisher bekannten Arten, 1814, 26 p., cu două plăci colorate
- VII. Glyphis and Chiodecton, two new Genera of the Family of Lichenes, with Descriptions and Figures of the Species Hitherto Discovered, în: Transactions of the Linnean Society of London, vol. 12, Editura Richard and Arthur Taylor, Londra 1818, p. 35-47